# Giorgio Banchig
Giorgio Banchig, novinar, publicist, kulturni delavec, * 19. april 1947, Landar.

## Življenje in delo
Giorgio Banchig (v slovenščini bi se imenoval Jurij Bankič, a pod fašizmom so spremenili družinski priimek in v Republiki Italiji se ni smelo dajati tujih oziroma neitalijanskih imen novorojenim otrokom do leta 1965) se je rodil v slovenski družini v Benečiji, oče je bil Pietro, kmet, mati Maria (rojena Dorbolò), kmetica. Osnovno šolo je do četrtega razreda obiskoval v Čenti, peti razred in nižjo srednjo šolo v Castelleriu, nato se je vpisal na gimnazijo in klasični licej v Vidmu, kjer je leta 1966 maturiral. Nato je študiral bogoslovje v Vidmu (1966–71), šesto leto bogoslovja pa v Rimu (1971–72). Na Papeški univerzi Svetega Tomaža Akvinskega v Rimu je leta 1972 dosegel licenciat iz bogoslovja oziroma je magistriral. Že kot študent je poučeval verouk na državnih višjih srednjih šolah v Rimu, nato je učil na nižjih srednjih šolah v Torinu in na višjih srednjih šolah v Čedadu in Vidmu. Od leta 1987 je vpisan v časnikarsko zbornico. Upokojil se je leta 2013. Od leta 1980 do 1998 in od leta 2003 do 2010 je bil glavni urednik štirinajstdnevnika Dom, leta 1999 je bil pobudnik za ustanovitev Informacijskega biltena Slovencev v Italiji – Bollettino di infornazione degli Sloveni in Italia – SLOVIT, ki italijanskim bralcem razkriva položaj slovenske manjšine in od leta 2000 je tudi odgovorni urednik SLOVITa, ki izhaja v Čedadu. Leta 1998 je bil pobudnik za ustanovitev založniške zadruge Most, ki je od leta 2003 prevzela izdajanje časopisa Dom. Leta 2017 je bil izvoljen v državni svet italijanske novinarske zbornice kot zastopnik slovenske manjšine.
Giorgio Banchig je leta 1996 dal pobudo za ustanovitev združenja Evgen Blankin (Don Eugenio Blanchini) v Čedadu, ki je krovna kulturna organizacija katoliških Slovencev v Videmski pokrajini, od vsega začetka je tudi njen predsednik. Med leti 1996–2015 je bil stalno izvoljen v izvršni odbor in bil deželni predsednik SSO - Sveta slovenskih organizacij za Videmsko pokrajino, zdaj je v nadzornem odboru zveze. Leta 2006 je bil med ustanovitelji Inštituta za slovensko kulturo v Špetru, od leta 2013 njegov podpredsednik in od leta 2016 pa predsednik. Leta 2025 ni več kandidiral za predsedniško mesto.
Giorgio Banchig je izredno ploden publicist, saj je napisal mnogo knjig, člankov, razprav in predavanj.
Leta 2015 je na srečanju Slovencev videmske pokrajine in Posočja v Kobaridu prejel Gujonovo nagrado za zasluge pri ohranjanju slovenskega jezika in kulture.
Leta 2016 je prejel medaljo za zasluge, ki mu jo je podelil takratni predsednik Republike Slovenije Borut Pahor, za prizadevno delo za ohranitev slovenskega jezika, kulture in zavesti v Benečiji.
Leta 2016 je prejel Peterlinovo nagrado za svoje nesebično delo v prid slovenske narodne manjšine v Italiji.
Leta 2018 je prejel Černetovo nagrado.